# Michaël Borremans
Michaël Borremans (ur. 1963 w Geraardsbergen) – belgijski malarz.

## Wybrane dzieła
- The Cabinet of Souls (2000)
- The Swimming Pool (2001)
- The German (2002)
- The Pin (2004)
- The Skirt (2005)
- The Same Fool (2007)